# Bas van Halderen
Bas van Halderen (Vlaardingen, 4 augustus 1977) is een Nederlandse journalist. 

## Loopbaan
Hij studeerde journalistiek in Utrecht en werkt sindsdien als nieuwslezer, presentator, (eind)redacteur, producent en voice-over. 
In de jaren 80 en 90 leerde hij het vak bij lokale radiostations als Omroep Vlaardingen en Haaglanden Radio NRG 106.3 om in 1999 aan de slag te gaan bij City FM/Stadsradio Rotterdam & Den Haag. Daarna was Bas jarenlang te horen als nieuwslezer bij Radio Rijnmond en nog altijd bij het ANP.
Bij Radio Rijnmond presenteerde hij op zaterdagmiddag de Rijnmond 30.
Verder is hij in verschillende rollen betrokken bij andere projecten/programma's voor radio, tv en internet. 